# ميلفين ريتشاردسون
ميلفين ريتشاردسون (بالفرنسية: Melvyn Richardson)‏ (30 يناير 1997 في فرنسا - ) هو لاعب كرة يد فرنسا في مركز ظهير ‏. لعب مع نادي مونبلييه لكرة اليد.

## وصلات خارجية
- ميلفين ريتشاردسون على موقع الاتحاد الدولي لكرة اليد (الإنجليزية)
- ميلفين ريتشاردسون على موقع الاتحاد الأوروبي لكرة اليد (الإنجليزية)
- ميلفين ريتشاردسون على موقع الاتحاد الفرنسي لكرة اليد (الفرنسية)
- ميلفين ريتشاردسون على موقع أوليمبيديا (الإنجليزية)